# کوراایشی، آئوموری
کوراایشی، آئوموری (به لاتین: Kuraishi) یک منطقهٔ مسکونی در ژاپن است که در ناحیه توهوکو واقع شده‌است. کوراایشی ۳٬۳۶۳ نفر جمعیت دارد.